# Берніна (перевал)

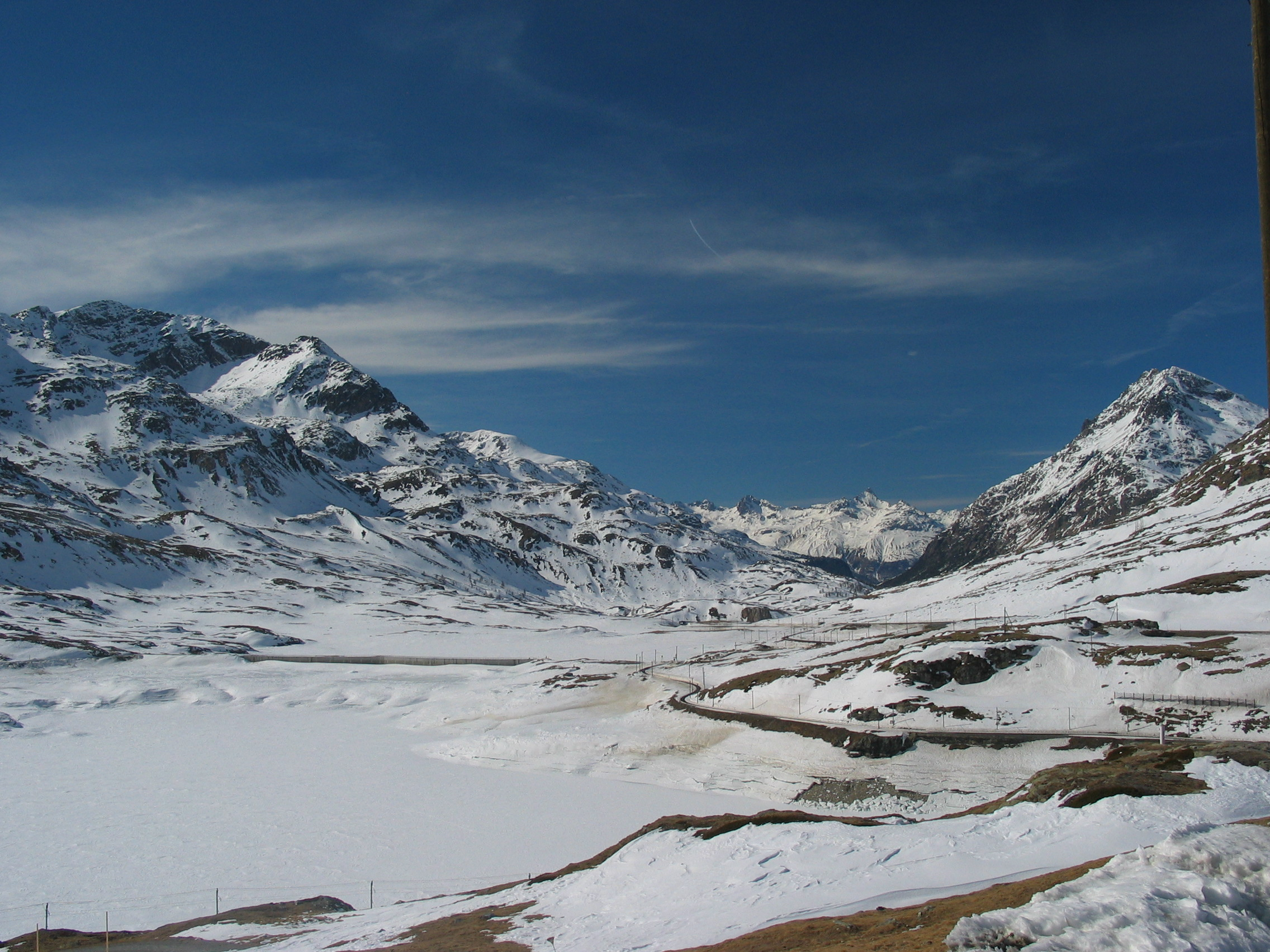
Вид з перевалу Берніна біля гірського притулку Ospizio Bernina у напрямку Понтрезіни

Берніна або Бернінапасс (нім. Berninapass, італ. Passo del Bernina) — високогірний перевал в Альпах, Швейцарія. Його висота — 2 328 метрів над рівнем моря, сподучає долини Енгадін та Вальпоскьяво в кантоні Граубюнден (і далі на південь з долиною Вальтелліна в Ломбардії, Італія).
Найближчі до перевалу населені пункти — Понтрезіна (нім. Pontresina, 1805 над рівнем моря, за 13 км від перевалу), і Поск'яво (нім. San Carlo di Poschiavo, (1093 м, за 8 км від перевалу).
Сідловина перевалу широка, на ній розташовані два озера: Лей-Наїр (ромш. Lej Nair), що належить до сточища річки Інн, і Лаго-Б'янко (італ. Lago Bianco), що належить до сточища річки По. Перевал Берніна лежить на Великому європейському вододілі, що розділяє сточища Чорного і Адріатичного морів.
Перевал також є природною межею поширення ретороманської і італійської мов.
На перевалі знаходиться гірський притулок Ospizio Bernina.
Через перевал проходять лінія Берніна Ретійської залізниці, що сполучає Санкт-Моріц (Швейцарія) з Тірано (Італія), і автомобільна дорога.

## Історія
Перевал Берніна був відомий ще з бронзової доби, що підтверджується археологічними знахідками в Санкт-Моріц і Тельо (італ. Teglio). Протягом декількох століть перевал Берніна був основним сполучним маршрутом між Верхнім Енгадіном і Вальтелліно. Регулярно його стали використовувати тільки в середні століття, хоча він не був такий популярний, як перевал Малоя або Офенпасс

## Залізниця і канатні дороги
Перша черга вузькоколійної залізниці (Berninabahn) через перевал Берніна відкрилася в 1908 році, її було електрифіковано в 1910 році, а з 1913 року залізниця стала працювати взимку
У 1956 році була побудована канатна дорога Берніна — Дьяволецца в гірськолижному регіоні на горі Мунт-Перс в північній частині перевалу; а у 1980 році вона була реконструйована. З 1963 року діє канатна дорога на Піц-Лагальб.

## Клімат
| Клімат Перевалу Берніна (1981-2010) | Клімат Перевалу Берніна (1981-2010) | Клімат Перевалу Берніна (1981-2010) | Клімат Перевалу Берніна (1981-2010) | Клімат Перевалу Берніна (1981-2010) | Клімат Перевалу Берніна (1981-2010) | Клімат Перевалу Берніна (1981-2010) | Клімат Перевалу Берніна (1981-2010) | Клімат Перевалу Берніна (1981-2010) | Клімат Перевалу Берніна (1981-2010) | Клімат Перевалу Берніна (1981-2010) | Клімат Перевалу Берніна (1981-2010) | Клімат Перевалу Берніна (1981-2010) | Клімат Перевалу Берніна (1981-2010) |
| Показник                            | Січ.                                | Лют.                                | Бер.                                | Квіт.                               | Трав.                               | Черв.                               | Лип.                                | Серп.                               | Вер.                                | Жовт.                               | Лист.                               | Груд.                               | Рік                                 |
| Середній максимум, °C               | −3,7                                | −3,7                                | −1,4                                | 1,5                                 | 7,0                                 | 11,1                                | 14,0                                | 13,4                                | 9,4                                 | 5,5                                 | −0,2                                | −3                                  | 4,2                                 |
| Середня температура, °C             | −7,2                                | −7,5                                | −5,3                                | −2,4                                | 2,7                                 | 6,4                                 | 9,2                                 | 8,9                                 | 5,2                                 | 1,7                                 | −3,5                                | −6,3                                | 0,2                                 |
| Середній мінімум, °C                | −10,8                               | −11,2                               | −8,8                                | −5,5                                | −0,6                                | 2,8                                 | 5,6                                 | 5,4                                 | 2,4                                 | −1                                  | −6,3                                | −9,6                                | −3,1                                |
| Норма опадів, мм                    | 109                                 | 83                                  | 110                                 | 165                                 | 175                                 | 160                                 | 146                                 | 149                                 | 152                                 | 178                                 | 187                                 | 125                                 | 1738                                |
| Днів з опадами                      | 7,6                                 | 6,9                                 | 7,9                                 | 10,6                                | 13,1                                | 11,5                                | 11,4                                | 12,0                                | 9,3                                 | 10,5                                | 9,5                                 | 8,5                                 | 118,8                               |
| Днів зі снігом                      | 8                                   | 7,9                                 | 8,9                                 | 11                                  | 5,3                                 | 1,6                                 | 0,3                                 | 0,4                                 | 1,8                                 | 5,2                                 | 9,2                                 | 8,5                                 | 68,1                                |
| Вологість повітря, %                | 63                                  | 65                                  | 67                                  | 72                                  | 72                                  | 69                                  | 67                                  | 70                                  | 71                                  | 70                                  | 68                                  | 66                                  | 68                                  |
| ----------------------------------- | ----------------------------------- | ----------------------------------- | ----------------------------------- | ----------------------------------- | ----------------------------------- | ----------------------------------- | ----------------------------------- | ----------------------------------- | ----------------------------------- | ----------------------------------- | ----------------------------------- | ----------------------------------- | ----------------------------------- |